# Курсант

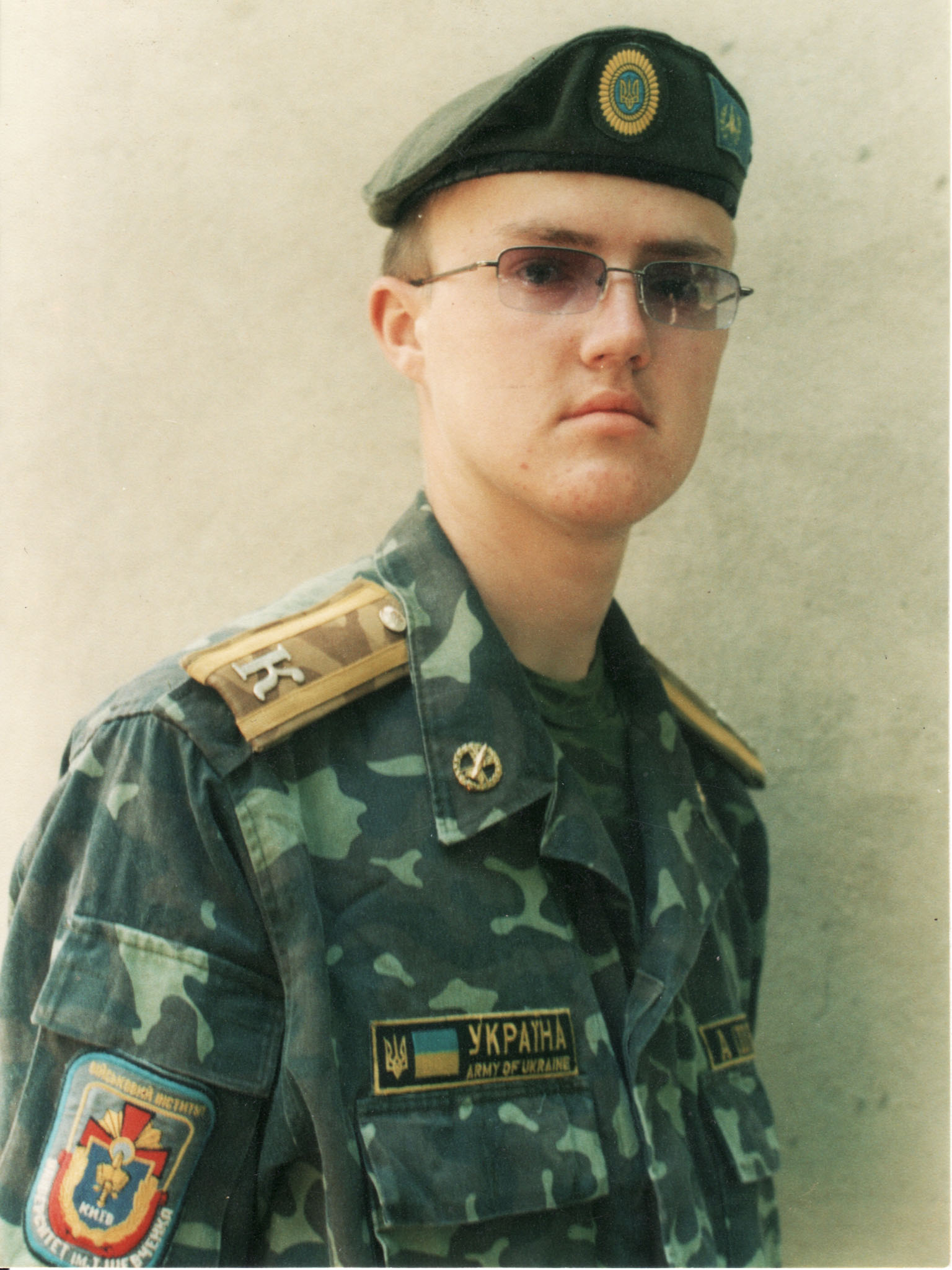
Курсант військового навчального закладу України

Курсант (від лат. cursus — напрям, рух, шлях) — особа, що вступила на військову службу і навчається у навчальних закладах за програмами підготовки офіцерського складу; військовослужбовець, який проходить підготовку у військовому навчальному центрі, навчальній частині або підрозділі; учень курсів.
Курсантами у Росії називали слухачів прискорених курсів із підготовки командного складу Червоної армії, які створювали від лютого 1918 року. В СРСР курсантами називали осіб, які навчалися у військових школах та училищах, в Російській імперії вони називалися кадетами, юнкерами, гардемаринами. Ця радянська традиція збереглася й у незалежній Україні.